# Grambling
La ville de Grambling est située dans la paroisse de Lincoln, dans l’État de Louisiane. Lors du recensement de 2000, sa population s’élevait à 4 693 habitants. Sa superficie totale est de 14,2 km². La ville héberge l'université d'État de Grambling.

## Source
- (en) Cet article est partiellement ou en totalité issu de l’article de Wikipédia en anglais intitulé « Grambling, Louisiana » (voir la liste des auteurs).